# Il lungo addio (fumetto)
Il lungo addio è una storia a fumetti della serie Dylan Dog pubblicata in Italia dalla Sergio Bonelli Editore nell'albo n° 74 nel novembre 1992. Venne sceneggiata dal creatore del personaggio, Tiziano Sclavi, basandosi su un soggetto di Mauro Marcheselli e disegnata da Carlo Ambrosini. La copertina è di Angelo Stano. È una delle storie più note della serie.
In questo albo l'orrore è rappresentato dagli anni che passano, dal confronto tra il prima e il dopo, dalla giovinezza perduta che non potrà più tornare e dalla distruzione di tutti i sogni adolescenziali.

## Trama
Dopo circa vent'anni Marina Kimball si presenta alla porta di Dylan Dog vittima di un'amnesia che le impedisce di ricordare il motivo della sua presenza a Londra. Chiede di essere riaccompagnata a Moonlight, piccolo paese di mare dove abita e luogo della loro storia d'amore. Il viaggio lungo l'autostrada deserta si trasforma per i due, tra ricordi, rimpianti e tanta nostalgia, in un salto nel passato. Il loro sentimento riesplode in una sequenza di emozioni, e l'incredulità e la gioia si fondono nella speranza di poter ricostruire e recuperare il tempo perduto. Forse Marina (che ancora si passa due dita tra i capelli come faceva da ragazza e che in un'estate ha reso Dylan Dog tanto di ciò che è ora) è davvero la donna giusta per Dylan, ma fra dolci ricordi e inevitabili rimpianti per ciò che avrebbe potuto essere e non è stato affiora la sensazione che qualcosa non quadri. «…Grazie Dylan … è stata la notte più bella della mia vita …» Con queste parole Marina saluta Dylan una volta tornata a Moonlight. La mattina seguente l'illusione lascia lentamente il posto alla scoperta della tragica verità e alla consapevolezza dell'irrimediabile: Marina è morta suicida. Il loro lungo viaggio è stato l'ultimo desiderio della donna, solo un'occasione per dirsi addio come non avevano mai fatto.
Il luogo della morte di Marina è una scogliera a picco sul mare dove sul fondale ci sono i resti di un antico galeone. La rupe è la stessa da cui si era tuffato Dylan da ragazzo rischiando la vita per dimostrarle il proprio coraggio e tutto il suo amore. Inoltre, lei stessa da ragazza vi si era recata con l'intenzione di buttarsi quando Dylan aveva deciso di interrompere la vacanza e tornare a Londra con una settimana di anticipo in seguito a una loro incomprensione. Marina da adulta, in preda ai rimpianti di non aver avuto una vita felice, si butta a peso morto dalla rupe. All'improvviso compare una stella cadente così che lei possa esprimere il suo ultimo desiderio: «…Che lui mi accompagni…». Marina verrà accontentata e il suo spirito materializzato potrà presentarsi a Londra da Dylan Dog. Dylan, tornando a Londra, immagina come sarebbe potuta andare la loro storia se quel giorno Marina fosse riuscita a raggiungerlo alla stazione e a confessargli tutto il suo amore.

## Comprimari
- Robby: da ragazzo era il rivale in amore di Dylan; se Marina accettava i suoi corteggiamenti era solo per far ingelosire Dylan; alcune liti e incomprensioni tra i due innamorati nascono anche a causa sua. Successivamente si sposa con Marina, ma il loro matrimonio risulta infelice: Robby la trascura, diventa alcolizzato e la picchia e pensa solo a scorrazzare con auto sportive acquistate con i soldi di lei. Quando muore schiantandosi contro un tir, Marina non ne piange la scomparsa. Quando Marina lo ritrova nell'aldilà, lui le chiede di perdonarlo e lei dolcemente gli risponde che lo ha già perdonato tanti anni fa e che comunque ormai adesso non ha più importanza. Robby risulta un personaggio chiave, sia da ragazzo come elemento di disturbo nella loro storia d'amore sia da adulto come causa diretta dell'infelicità di Marina.
- Il figlio immaginario di Marina: nella storia fa la propria comparsa un bambino che viene investito dall'auto di Dylan e che letteralmente scompare subito dopo. Il ragazzino ha in mano un aeroplanino giocattolo, lo stesso che Dylan da ragazzo aveva vinto al luna park ed aveva regalato a Marina. In quell'occasione Marina aveva confessato il suo grande desiderio di sposarsi e di avere un figlio. Marina da adulta dice che quel ragazzino era identico a come lei immaginava che sarebbe stato suo figlio. Risulta evidente che questo figlio avrebbe voluto averlo da Dylan, ma alla fine si tratta solo di un altro dei tanti sogni infranti di Marina.

## Aspetti salienti
- Non è una storia horror ma semplicemente il racconto di una grande storia d'amore[5].
- Non sono presenti mostri, vampiri, demoni ecc. e non c'è alcuna indagine di Dylan Dog[3].
- Non ci sono scene splatter, omicidi o altre immagini di natura cruenta[3].
- Groucho, per una volta – l'unica nella storia della collana[6] – non trova parole. Rimane zitto e si comporta quasi da persona normale, senza fare le solite battute.
- Dylan, sia da ragazzo che da adulto, manifesta il sincero desiderio di sposare Marina.
- Il giovane Dylan scrive una canzone per Marina anche se non avrà mai il coraggio di cantargliela. Sarà l'unica canzone scritta da Dylan Dog. Il testo viene riportato a pagina 45 dell'albo. Viene scritta da Dylan per Marina pensando alla parola «…niente…» dietro alla quale Marina nascondeva tutto il suo amore per Dylan in quanto non trovava il coraggio di dirgli «Ti amo». Il titolo è rappresentato da «tre puntini di sospensione». Solo in occasione del loro incontro da adulti Dylan canterà a Marina la sua canzone facendola scoppiare in lacrime.
- Dylan Dog fa il suo primo "incontro" con la magia del galeone.
- Questo fumetto fa parte degli albi biografici del protagonista e rivela aspetti importanti del suo passato, tra cui[7]:
  - il ritrovamento della inseparabile pistola mod Bodeo Mod. 1889;
  - il momento in cui Dylan decide che da grande farà l'indagatore dell'incubo;
  - il momento in cui decide quella che sarà la sua automobile;
  - La scelta degli abiti che successivamente caratterizzeranno definitivamente il look di Dylan, indossati già da Dylan ragazzo;
- Albo espressamente dedicato alle donne[8].

## Remake
L'albo n. 22 della collana Color Fest contiene tre storie remake di albi storici della serie mensile. Uno di questi, intitolato Ancora un lungo addio, si presenta come una sorta di remake dell'albo, spiegando la stessa storia da un punto di vista differente. Viene infatti mostrato come Marina e Dylan si conobbero a Moonlight, che cosa successe sul treno di ritorno dalle grotte e come Dylan vide la sepoltura di Marina.

## Influenza culturale
Il lungo addio ha ispirato gli 883 per il brano Ti sento vivere: «...Perché non è facile | forse nemmeno utile | certe cose chiare dentro poi non escono | restano, | restano | Vorrei dirti vorrei...». Il brano tratta proprio dell'argomento della difficoltà a esprimere i propri sentimenti verso la persona amata, anche quando gli stessi sono inequivocabili. La ragazza bionda presente nel videoclip è molto somigliante a Marina Kimball.

## Altri media
- La software house italiana Simulmondo ha realizzato una serie video-ludica su alcune avventure di personaggi dei fumetti, compreso Dylan Dog, che annovera tra i suoi episodi Il lungo addio.